# Madagaster procarina
Madagaster procarina (лат.) — вид жуков-водобродок рода Madagaster из подсемейства Hydraeninae. Назван procarina в связи со срединным продольным выступом простернума.

## Распространение
Встречаются на Мадагаскаре.

## Описание
Водобродки мелкого размера (около 2 мм), удлинённой формы. Верх и низ чёрные, ноги темно-коричневые, оцеллии светло-коричневые. Сходен по габитусу с M. barbata и M. bergsteni. Отличается от обоих видов низким продольным килем на простернуме, прямыми мезо- и метатибиями и густо покрытым сетчатостью медиальным краем задних бёдер. Очень сложные мужские гениталии трёх видов имеют общий крючковидный отросток на вентральной поверхности основной части, но парамеры и отростки дистальной части основной части заметно различаются. Пронотум с двумя узко разделёнными продольными бороздками, передняя примерно вдвое длиннее задней; каждая сторона с двумя адмедианными и двумя сублатеральными бороздками; поперечная бороздка вдоль основания; боковой край округлый.

## Классификация
Вид был впервые описан в 2017 году американским энтомологом Philip Don Perkins (Department of Entomology, Museum of Comparative Zoology, Гарвардский университет, Кембридж, США) по типовым материалам с острова Мадагаскар. Включён в состав рода Madagaster (триба Madagastrini, подсемейство Hydraeninae или Prosthetopinae) вместе с видами M. franzi, M. bergsteni, M. simplissima, M. barbata, M. steineri и M. cataracta и M. quadricurvipes.